# St. Martin (Dortmund)

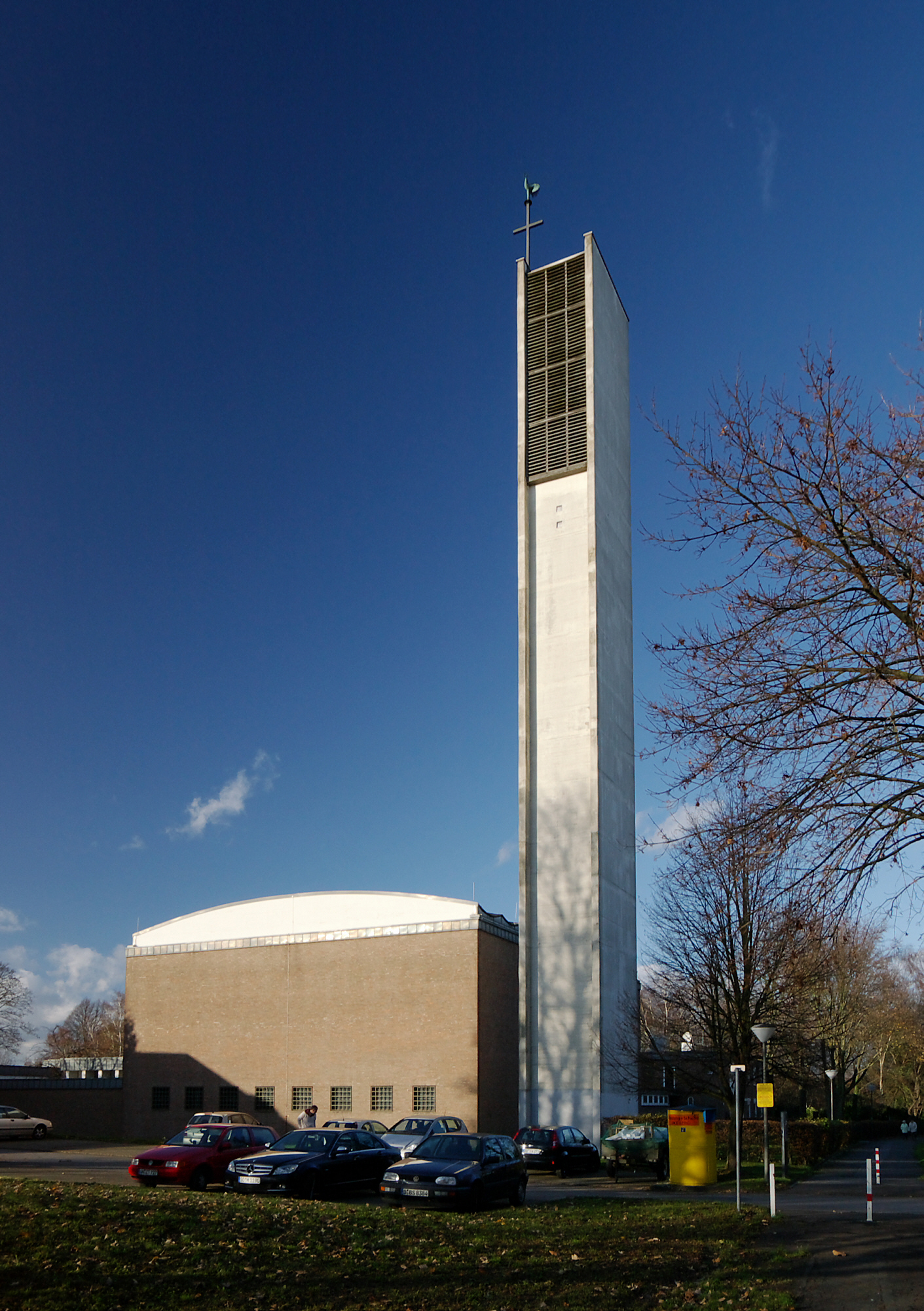
Kirche St. Martin in Dortmund-Körne

Die St.-Martin-Kirche ist ein römisch-katholisches Kirchengebäude im Dortmunder Stadtteil Körne, Gabelsbergerstraße 32. Der Kirchenpatron ist Martin von Tours, einer der bekanntesten Heiligen der katholischen Kirche. Die zweigeschossige Hallenkirche mit freistehendem Glockenturm wurde 1959/1960 errichtet.

## Geschichte
Bereits 1928 entstand aus der St. Liborius-Gemeinde heraus der Wunsch nach einem neuen Kirchbau, dessen enge Verbindung zur Muttergemeinde sowie zur Diözese Paderborn durch die Namensgebung St. Martin für die neue Gemeinde und ihre Kirche unterstrichen wurde. St. Martin soll ein Freund des heiligen Liborius gewesen sein. Die erste Heilige Messe der Gemeinde fand am 18. Oktober 1931 im Dachgeschoss-Saal des „Elektrohofes“ mit ca. 300 Gläubigen statt. Dieser musste für jeden Gottesdienst aufwändig hergerichtet und anschließend wieder „demontiert“ werden. Ab dem 9. Oktober 1932 stand dann die St. Martin-Kapelle, das ehemalige Bürogebäude einer Baufirma (am Westfalendamm 275), nach der Einweihung durch Stadtdechant Roettgers, zur Verfügung. Obwohl im März 1939 der erste Spatenstich für eine neu zu errichtende Garnisonskirche St. Martin, als Gotteshaus für die Gemeinde und für die Kasernen am östlichen Westfalendamm stattfand, musste der Kirchenneubau auf politischen Druck hin abgebrochen und zurückgestellt werden. Die Martinskapelle wurde am 6. Oktober 1944 bei einem Bombenangriff weitgehend zerstört, woraufhin die Gemeinde in die untere Etage des Wohnhauses der Familie Scherer (Westfalendamm 281) als Notkapelle auswich.
Nach dem Zweiten Weltkrieg entschied sich die Gemeinde für den Wiederaufbau der zerstörten Martinskapelle nach den Plänen des Architekten Alfred Kalmbacher. Am 28. August 1948 wurde die wieder hergestellte Kapelle durch Propst Aufenanger eingeweiht. Ab dem 1. April 1949 war St. Martin eine Filiale im Status einer Pfarrvikarie mit eigener Vermögensverwaltung und ab 1. Juli 1952 eine selbstständige Gemeinde. Für ein mit der Stadt getauschtes Grundstück wurde am 29. Juni 1958 ein Architektenwettbewerb für ein Pfarrzentrum mit Kirche, Sakristei, Pfarrhaus, Saal, Jugendheim und Kindergarten, beschränkt auf die Architekten Otto Weicken (Unna), Theo Schwill (Dortmund), Klaus Rosiny (Mehlern) und Gastreich, Moritz, Tebarth (Dortmund), ausgelobt, den Theo Schwill für sich entscheiden konnte.
Vier Monate nach dem Baubeginn (22. Juni 1959) legte Prälat Lorenz Henneke am 18. Oktober 1959 den Grundstein für die heutige Kirche St. Martin in Körne, die am 1. Oktober 1960 vom Paderborner Erzbischof Lorenz Jaeger feierlich eingeweiht wurde. Anschließend feierte Pfarrer Fritz Hermann erstmals in dieser Gemeinde Gottesdienst versus populum (mit Blickrichtung zur Gemeinde), zwei Jahre vor dem II. Vatikanischen Konzil, in welchem dies zum „Normalfall“ erklärt wurde.
Der bis auf die Andeutung einer Apsis klare kubische Raum mit Backsteinwänden aus braun-gelben Klinkern, der fast völlig verglasten Nordseite und den geschwungenen Betonsegmenten der Decke ist vollkommen stützenlos. Im Westen fügt sich eine Werktagskapelle an. Ein Verbindungsgang im Norden führt vom Sakristeianbau zum Pfarrhaus.

## Ausstattung

### Altar und Tabernakel
Der am 23. September 1960 in der Martins-Kirche aufgestellte Altar, der wie der Tabernakel von der Bildhauerin Hildegard Domizlaff geschaffen wurde, ist ein vier Tonnen schwerer Block, bestehend aus Anröchter Dolomit, verziert mit Alabastersteinen. Auf seiner Hauptwand thront über den Reliquien der heiligen Theodora, einer byzantinischen Kaiserin und Märtyrerin, das Bild des Kyrios, des Herrschers Christus. Er hält in seiner Hand das Evangelium, mit der Aufschrift „Pax – Frieden“. Dieses soll den Frieden und die Freundschaft mit Gott durch Jesus Christus versinnbildlichen und war die Stiftung eines Gemeindemitglieds in Höhe von 12.000 DM.

### Fenster
Die acht quadratischen Bleiglasfenster an der Südseite der Kirche, entworfen von Rudolf Krüger und hergestellt von der Firma Deppen & Söhne (Osnabrück), wurden gegen Ende Juni 1960 eingesetzt. Sie zeigen Darstellungen aus dem Leben des heiligen Martin:
- Teilung des Mantels
- Aufgabe des Kriegsdienstes
- der Eremit in der Zelle bei Tours
- seine Wahl zum Bischof durch die Gemeinde von Tours
- die Zerstörung eines heidnischen Tempels durch seine Predigt
- die Heilung eines Mädchens durch die Krankensalbung
- die Versuchung durch den Satan
- Tod und Aufnahme in die Herrlichkeit

## Orgel

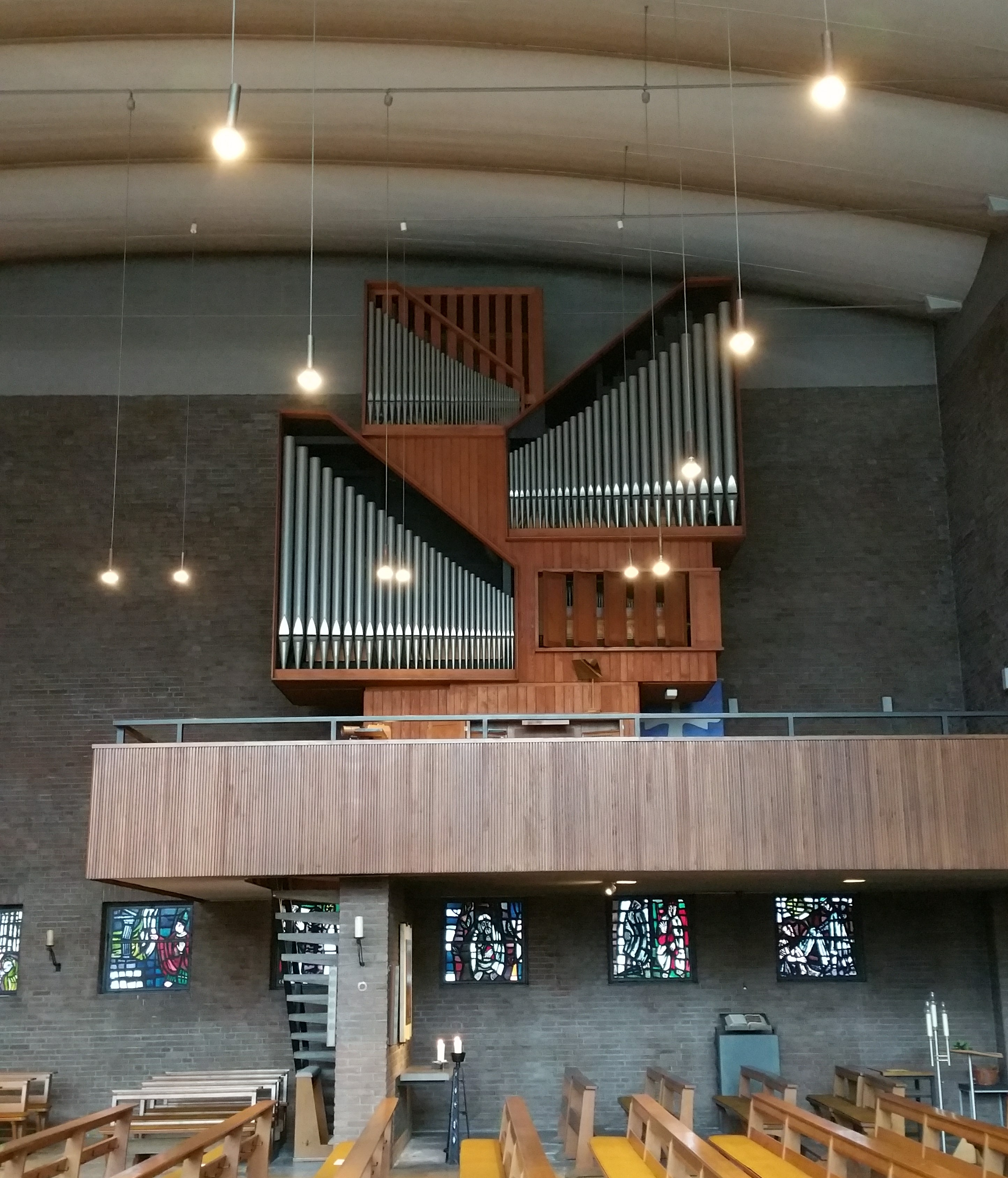
Südwand mit Empore und Orgel; Oberwerk (davor Choralbass), Pedalwerk (rechts), Brustwerk (darunter) und Hauptwerk (links)

Die bereits Mitte der 1950er Jahre geplante und durch die Stiftung eines Dortmunder Unternehmers von 145.000 DM am 15. März 1968 bei der Orgelbaufirma Hillebrand bestellte Orgel wurde am 15. März 1970 ihrer Bestimmung übergeben. Sie erhebt sich mit ihrem asymmetrischen Prospekt auf einer eigenen Empore, welche sich über die halbe Südwand des Raumes erstreckt. Das Schleifladeninstrument hat ca. 2.600 Orgelpfeifen für 36 Register, verteilt auf drei Manuale und Pedal mit mechanischer Spiel- und elektrischer Registertraktur, Brust- und Oberwerk sind schwellbar.
Die Disposition lautet wie folgt:
| I Hauptwerk C–a3 |     |
| Pommer           | 16′ |
| Prinzipal        | 08′ |
| Spillpfeife      | 08′ |
| Oktave           | 04′ |
| Gedacktflöte 0   | 04′ |
| Oktave           | 02′ |
| Waldflöte        | 02′ |
| Mixtur IV–VI     |     |
| Zimbel III       |     |
| Trompete         | 08′ |

| II Oberwerk C–a3  |     |
| Metallgedackt     | 08′ |
| Gambe             | 08′ |
| Prinzipal         | 04′ |
| Blockflöte        | 04′ |
| Gemshorn          | 02′ |
| Oktävlein         | 01′ |
| Sesquialtera II 0 |     |
| Scharff IV        |     |
| Dulzian           | 16′ |
| Krummhorn         | 08′ |
| Tremulant         |     |

| III Brustwerk C–a3 |        |
| Holzgedackt 0      | 08′    |
| Quintade           | 08′    |
| Rohrflöte          | 04′    |
| Prinzipal          | 02′    |
| Terz               | 1 3⁄5′ |
| Sifflöte           | 1 ⁄3′  |
| Zimbel III         |        |
| Regal              | 08′    |
| Tremulant          |        |

| Pedal C–f1    |     |
| Subbass       | 16′ |
| Oktave        | 08′ |
| Ged.-Bass     | 08′ |
| Choralbass    | 04′ |
| Bauernflöte 0 | 02′ |
| Mixtur IV     |     |
| Posaune       | 16′ |
| Trompete      | 08′ |

- Koppeln:
  - Normalkoppeln: II/I, III/I, III/II I/P, II/P als Registerwippen (selbststellend) und Fußtritte
- Spielhilfen:
  - drei freie Kombinationen, Tutti

## Glocken
Dank einer großzügigen Einzelspende erhielt 1962 die St.-Martin-Gemeinde nach 30 Jahren vier eigene Gussstahlglocken, die beim Bochumer Verein bestellt und am 19. August von Pfarrer Hermann geweiht wurden. Die Glocken sind auf die Töne d’ – f’ – g’ – a’, gegossen. Mit Ausnahme der f’-Glocke sind alle als Moll-Oktavglocken ausgebildet und wiegen 1316, 1098, 515 und 462 kg. Diese tragen folgende Inschriften:
- 1. HL Martin, erlauchter Hirte, bitte für deine Gemeinde.
- 2. HL Josef, bitte für uns.
- 3. HL Maria, Mutter Gottes, bitte für die Einheit der Kirche.
- 4. HL Reinold, behüte unsere Stadt.